# Grand Prix-wegrace van de Verenigde Staten

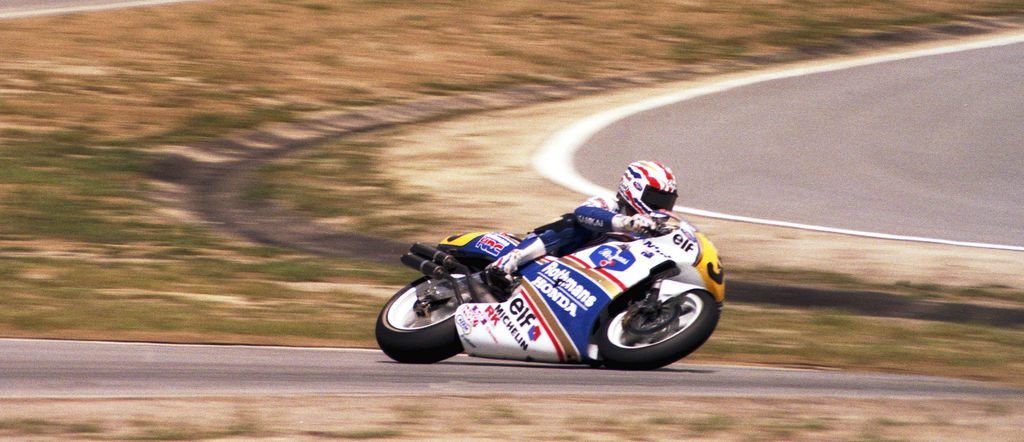
Mick Doohan in 1990

De Grand Prix van de Verenigde Staten voor motorfietsen is een motorsportrace, die sinds 1961 wordt verreden en in 1964 voor het eerst meetelde voor het wereldkampioenschap wegrace. Het evenement vond voor het laatst plaats op het circuit Laguna Seca in de buurt van Monterey.

## Geschiedenis
Het evenement werd aanvankelijk, tussen 1961 en 1965, op de Daytona International Speedway verreden. In 1964 en 1965 had de race voor het eerst de WK-status, maar door gebrekkige belangstelling van zowel publiek als topteams en -rijders verdween ze al snel weer van de kalender. Tussen 1988 en 1991, alsmede 1993 en 1994 vond de race voor meerdere klassen op  Laguna Seca plaats. In 2005 keerde het wereldkampioenschap terug in de Verenigde Staten. Er werd echter slechts alleen in de MotoGP-klasse gereden tijdens de Grand Prix van de Verenigde Staten, daar de Grand Prix in het het bijprogramma van het AMA Superbike Championship plaatsvond. In 2013 werd het evenement voor het laatst georganiseerd. Winnaar van deze race werd Marc Márquez.

Laguna Seca Raceway

## Statistiek

### Van 1961 tot 1963 (niet meetellend voor het wereldkampioenschap wegrace)
| Nr. | Jaar | Circuit | Klasse | Winnaar                     |
| --- | ---- | ------- | ------ | --------------------------- |
| 1   | 1961 | Daytona | 250 cc | Moto Kitano (Honda)         |
| 1   | 1961 | Daytona | 500 cc | Tony Godfrey (Matchless)    |
|     |      |         |        |                             |
| 2   | 1962 | Daytona | 50 cc  | Kunimitsu Takahashi (Honda) |
| 2   | 1962 | Daytona | 125 cc | Kunimitsu Takahashi (Honda) |
| 2   | 1962 | Daytona | 250 cc | Jess Thomas (Motobi)        |
| 2   | 1962 | Daytona | 500 cc | Kunimitsu Takahashi (Honda) |
|     |      |         |        |                             |
| 3   | 1963 | Daytona | 50 cc  | Mitsuo Itoh (Suzuki)        |
| 3   | 1963 | Daytona | 125 cc | Ernst Degner (Suzuki)       |
| 3   | 1963 | Daytona | 250 cc | Fumio Ito (Yamaha)          |
| 3   | 1963 | Daytona | 500 cc | Don Vesco (Yamaha)          |

### van 1964 tot 1965
| Nr. | Jaar | Circuit | Klasse | Winnaar                   | Tweede                  | Derde                      | Snelste ronde             |
| --- | ---- | ------- | ------ | ------------------------- | ----------------------- | -------------------------- | ------------------------- |
| 4   | 1964 | Daytona | 50 cc  | Hugh Anderson (Suzuki)    | Ralph Bryans (Honda)    | H. G. Anscheidt (Kreidler) | Hugh Anderson (Suzuki)    |
| 4   | 1964 | Daytona | 125 cc | Hugh Anderson (Suzuki)    | Mitsuo Itoh (Suzuki)    | Bert Schneider (Suzuki)    | Hugh Anderson (Suzuki)    |
| 4   | 1964 | Daytona | 250 cc | Alan Shepherd (MZ)        | Ron Grant (Parilla)     | Bob Gehring (Bultaco)      | Alan Shepherd (MZ)        |
| 4   | 1964 | Daytona | 500 cc | Mike Hailwood (MV Agusta) | Phil Read (Matchless)   | John Hartle (Norton)       | Mike Hailwood (MV Agusta) |
|     |      |         |        |                           |                         |                            |                           |
| 5   | 1965 | Daytona | 50 cc  | Ernst Degner (Suzuki)     | Hugh Anderson (Suzuki)  | Michio Ichino (Suzuki)     | Ernst Degner (Suzuki)     |
| 5   | 1965 | Daytona | 125 cc | Hugh Anderson (Suzuki)    | Ernst Degner (Suzuki)   | Frank Perris (Suzuki)      | Hugh Anderson (Suzuki)    |
| 5   | 1965 | Daytona | 250 cc | Phil Read (Yamaha)        | Mike Duff (Yamaha)      | Silvio Grassetti (Morini)  | Phil Read (Yamaha)        |
| 5   | 1965 | Daytona | 500 cc | Mike Hailwood (MV Agusta) | Buddy Parriott (Norton) | Ray Beaumont (Norton)      | Mike Hailwood (MV Agusta) |

### van 1988 tot 1994
| Nr. | Jaar | Circuit     | Klasse  | Winnaar                         | Tweede                          | Derde                          | Poleposition                    | Snelste ronde                     |
| --- | ---- | ----------- | ------- | ------------------------------- | ------------------------------- | ------------------------------ | ------------------------------- | --------------------------------- |
| 6   | 1988 | Laguna Seca | 250 cc  | Jim Filice (Honda)              | Sito Pons (Honda)               | Dominique Sarron (Honda)       | John Kocinski (Yamaha)          | Bruno Casanova (Aprilia)          |
| 6   | 1988 | Laguna Seca | 500 cc  | Eddie Lawson (Yamaha)           | Wayne Gardner (Honda)           | Niall Mackenzie (Honda)        | Wayne Rainey (Yamaha)           | Eddie Lawson (Yamaha)             |
|     |      |             |         |                                 |                                 |                                |                                 |                                   |
| 7   | 1989 | Laguna Seca | 250 cc  | John Kocinski (Yamaha)          | Jim Filice (Honda)              | Luca Cadalora (Yamaha)         | John Kocinski (Yamaha)          | John Kocinski (Yamaha)            |
| 7   | 1989 | Laguna Seca | 500 cc  | Wayne Rainey (Yamaha)           | Kevin Schwantz (Suzuki)         | Eddie Lawson (Honda)           | Wayne Rainey (Yamaha)           | Wayne Gardner (Honda)             |
| 7   | 1989 | Laguna Seca | Zijspan | Webster / Hewitt (LCR-Krauser)  | Michel / Fresc (LCR-Krauser)    | Egloff / Egloff (SMS-Yamaha)   | Egloff / Egloff (SMS-Yamaha)    | Biland / Waltisperg (LCR-Krauser) |
|     |      |             |         |                                 |                                 |                                |                                 |                                   |
| 8   | 1990 | Laguna Seca | 250 cc  | John Kocinski (Yamaha)          | Luca Cadalora (Yamaha)          | Wilco Zeelenberg (Honda)       | Luca Cadalora (Yamaha)          | John Kocinski (Yamaha)            |
| 8   | 1990 | Laguna Seca | 500 cc  | Wayne Rainey (Yamaha)           | Mick Doohan (Honda)             | Pierfrancesco Chili (Honda)    | Wayne Gardner (Honda)           | Kevin Schwantz (Suzuki)           |
| 8   | 1990 | Laguna Seca | Zijspan | Michel / Birchall (LCR-Krauser) | Webster / Simmons (LCR-Krauser) | Abbott / Smith (Windle-Yamaha) | Michel / Birchall (LCR-Krauser) | Biland / Waltisperg (LCR-Krauser) |
|     |      |             |         |                                 |                                 |                                |                                 |                                   |
| 9   | 1991 | Laguna Seca | 250 cc  | Luca Cadalora (Honda)           | Wilco Zeelenberg (Honda)        | Loris Reggiani (Aprilia)       | Luca Cadalora (Honda)           | Luca Cadalora (Honda)             |
| 9   | 1991 | Laguna Seca | 500 cc  | Wayne Rainey (Yamaha)           | Mick Doohan (Honda)             | Kevin Schwantz (Suzuki)        | Wayne Rainey (Yamaha)           | Wayne Rainey (Yamaha)             |
| 9   | 1991 | Laguna Seca | Zijspan | Webster / Simmons (LCR-Krauser) | Michel / Birchall (LCR-Krauser) | Dixon / Dixon (LCR-Krauser)    | Michel / Birchall (LCR-Krauser) | Michel / Birchall (LCR-Krauser)   |
|     |      |             |         |                                 |                                 |                                |                                 |                                   |
| 10  | 1993 | Laguna Seca | 125 cc  | Dirk Raudies (Honda)            | Kazuto Sakata (Honda)           | Ralf Waldmann (Aprilia)        | Kazuto Sakata (Honda)           | Kazuto Sakata (Honda)             |
| 10  | 1993 | Laguna Seca | 250 cc  | Loris Capirossi (Honda)         | Doriano Romboni (Honda)         | Loris Reggiani (Aprilia)       | Loris Capirossi (Honda)         | Loris Capirossi (Honda)           |
| 10  | 1993 | Laguna Seca | 500 cc  | John Kocinski (Cagiva)          | Alex Barros (Suzuki)            | Luca Cadalora (Yamaha)         | Mick Doohan (Honda)             | Kevin Schwantz (Suzuki)           |
|     |      |             |         |                                 |                                 |                                |                                 |                                   |
| 11  | 1994 | Laguna Seca | 125 cc  | Takeshi Tsujimura (Honda)       | Stefano Perugini (Aprilia)      | Peter Öttl (Aprilia)           | Kazuto Sakata (Aprilia)         | Stefano Perugini (Aprilia)        |
| 11  | 1994 | Laguna Seca | 250 cc  | Doriano Romboni (Honda)         | Max Biaggi (Aprilia)            | Tetsuya Harada (Yamaha)        | Doriano Romboni (Honda)         | Max Biaggi (Aprilia)              |
| 11  | 1994 | Laguna Seca | 500 cc  | Luca Cadalora (Yamaha)          | John Kocinski (Cagiva)          | Mick Doohan (Honda)            | Mick Doohan (Honda)             | John Kocinski (Cagiva)            |

### van 2005 tot 2013
| Nr. | Jaar | Circuit     | Klasse | Winnaar                  | Tweede                   | Derde                    | Poleposition             | Snelste ronde          |
| --- | ---- | ----------- | ------ | ------------------------ | ------------------------ | ------------------------ | ------------------------ | ---------------------- |
| 12  | 2005 | Laguna Seca | MotoGP | Nicky Hayden (Honda)     | Colin Edwards (Yamaha)   | Valentino Rossi (Yamaha) | Nicky Hayden (Honda)     | Colin Edwards (Yamaha) |
| 13  | 2006 | Laguna Seca | MotoGP | Nicky Hayden (Honda)     | Dani Pedrosa (Honda)     | Marco Melandri (Honda)   | Chris Vermeulen (Suzuki) | Dani Pedrosa (Honda)   |
| 14  | 2007 | Laguna Seca | MotoGP | Casey Stoner (Ducati)    | Chris Vermeulen (Suzuki) | Marco Melandri (Honda)   | Casey Stoner (Ducati)    | Casey Stoner (Ducati)  |
| 15  | 2008 | Laguna Seca | MotoGP | Valentino Rossi (Yamaha) | Casey Stoner (Ducati)    | Chris Vermeulen (Suzuki) | Casey Stoner (Ducati)    | Casey Stoner (Ducati)  |
| 16  | 2009 | Laguna Seca | MotoGP | Dani Pedrosa (Honda)     | Valentino Rossi (Yamaha) | Jorge Lorenzo (Yamaha)   | Jorge Lorenzo (Yamaha)   | Dani Pedrosa (Honda)   |
| 17  | 2010 | Laguna Seca | MotoGP | Jorge Lorenzo (Yamaha)   | Casey Stoner (Ducati)    | Valentino Rossi (Yamaha) | Jorge Lorenzo (Yamaha)   | Casey Stoner (Ducati)  |
| 18  | 2011 | Laguna Seca | MotoGP | Casey Stoner (Honda)     | Jorge Lorenzo (Yamaha)   | Dani Pedrosa (Honda)     | Jorge Lorenzo (Yamaha)   | Casey Stoner (Honda)   |
| 19  | 2012 | Laguna Seca | MotoGP | Casey Stoner (Honda)     | Dani Pedrosa (Honda)     | Jorge Lorenzo (Yamaha)   | Jorge Lorenzo (Yamaha)   | Dani Pedrosa (Honda)   |
| 20  | 2013 | Laguna Seca | MotoGP | Marc Márquez (Honda)     | Stefan Bradl (Honda)     | Valentino Rossi (Yamaha) | Stefan Bradl (Honda)     | Marc Márquez (Honda)   |